# Wilfried Hauke

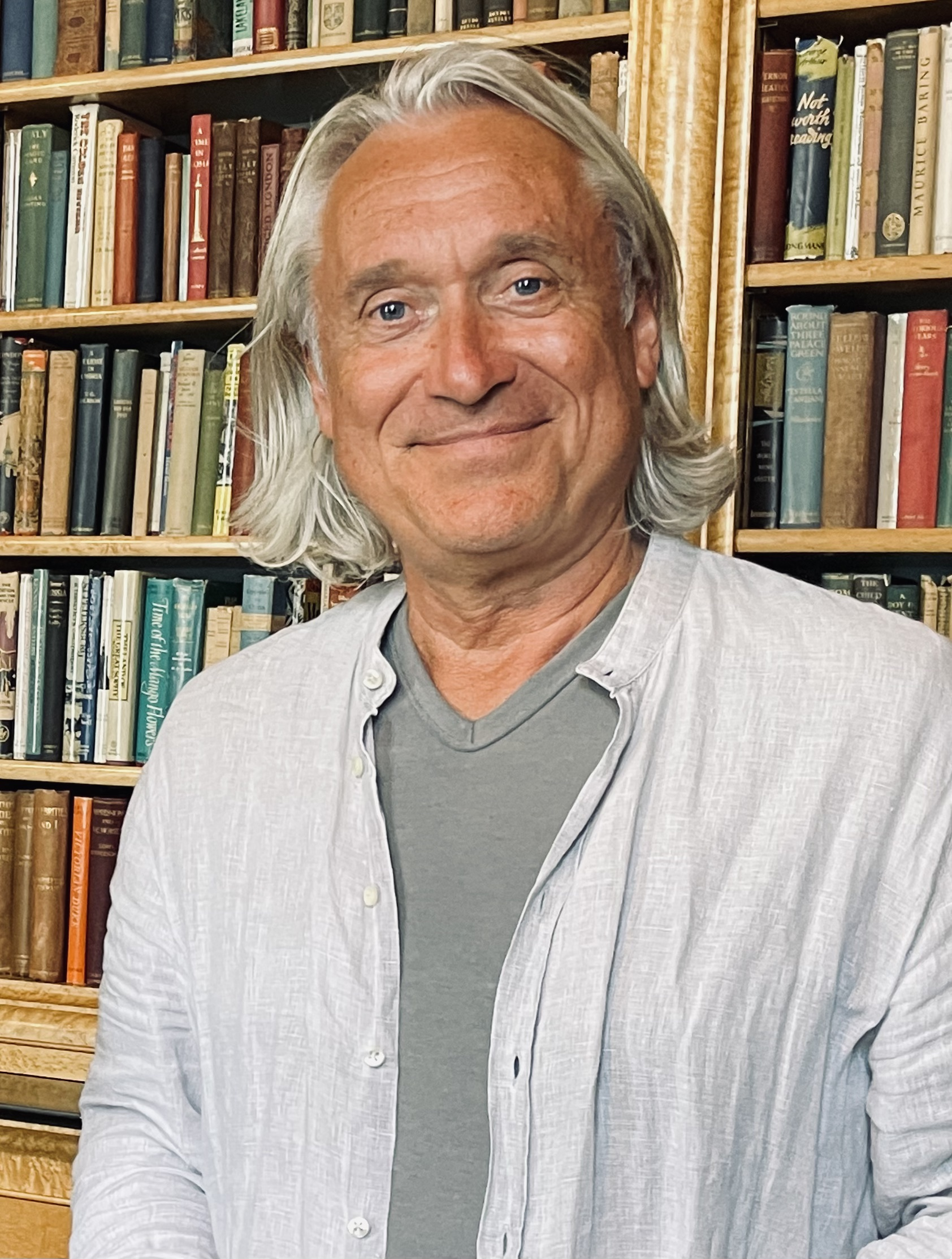
Wilfried Hauke, 2021

Wilfried Hauke (* 23. Januar 1957 in Kiel) ist ein deutscher Regisseur und Filmautor und Produzent. Er ist geschäftsführender Gesellschafter der IDA Film & TV Produktion GmbH. Viele seiner Filme haben einen starken Bezug zu Nordeuropa und sind oft mit skandinavischen Partnern und Sendern koproduziert. Sie werden den Genres Historical Documentaries, Dokumentarfilm, Dokudrama und Filmbiografie zugeordnet.

## Leben
Wilfried Hauke studierte Germanistik, Geschichte und Skandinavistik an den Universitäten Kiel, Århus und Kopenhagen. Nach dem Staatsexamen 1985 absolvierte er den Zivildienst. Parallel unterrichtete er am Nordischen Institut der CAU Kiel Studierende in Dänisch und ab dem Wintersemester 1986 als wissenschaftlicher Angestellter in skandinavischer Literaturgeschichte. Er promovierte 1990 mit einem Buch über die Komödien des dänisch-norwegischen Dichters Ludwig Holberg und die Theaterpraxis in Skandinavien im 18. Jh., als zeitgenössische Reaktion auf Moliere in Frankreich und Lessing in Deutschland.
Ab 1991 arbeitete er als freier Kulturredakteur, Autor von Hörspielen und Realisator von TV- und Radio-Beiträgen über Literatur, Film und Theater für NDR, ARD und Deutschlandfunk. Haukes Dokumentarfilm-Debüt „Und kein bisschen leise“ war ein Porträt über Günter Grass zu dessen 70. Geburtstag 1997, der vom NDR ausgestrahlt wurde. 1999 begleitete er Grass zur Nobelpreisverleihung nach Stockholm und aktualisierte den Film für die ARD. Von 2000 bis 2003 war Hauke geschäftsführender Gesellschafter von Nordlicht Film/Studio Hamburg und von 2003 bis 2018 Producer, Autor und Regisseur bei dmfilm und tv produktion in Hamburg und Kiel. Seit 2018 produziert und realisiert er dokumentarische und fiktionale Filme und Serien mit seiner eigenen Firma IDA Film & TV-Produktion.
Wilfried Hauke ist verheiratet und hat mit seiner Frau Irene Hauke, geborene Beseler, vier gemeinsame Kinder. Er lebt in Melsdorf bei Kiel.

### Internationale Produktionen
Mit den skandinavischen Filmstars Liv Ullman, Bibi Andersson und Ghita Nørby produzierte Wilfried Hauke Schwestern im Leben (2002), wo er auch Regie führte. Der Film eröffnete in Anwesenheit von Bibi Andersson die Nordischen Filmtage in Lübeck. Mit den dokumentarischen Fernsehspielen Lincolns letzter Tag (2008) über das Attentat auf Abraham Lincoln, den 16. Präsidenten der Vereinigten Staaten, und Eine königliche Affäre (2010) über die Affäre des Leibarztes Johann Friedrich Struensee mit der dänischen Königin Caroline Mathilde, die in amerikanischer bzw. skandinavischer Koproduktion entstanden, wurde er als Autor und Regisseur auch international bekannt. Sein Doku-Drama Christina Wasa – die wilde Königin, eine Koproduktion von SVT, Arte, ZDF und Danmarks Radio war 2015 eines der erfolgreichsten TV-Programme in Schweden.
Haukes Dokumentarfilm Das unsichtbare Band zum 100. Geburtstag der deutsch-dänischen Grenze wurde 2020 infolge der beginnenden Corona-Epidemie erst mit großer Verzögerung ausgestrahlt.
Die deutsch-französische Koproduktion „Der Teppich von Bayeux“, die den versuchten Raub der mehr als 1000 Jahre alten Textil-Ikone aus der normannischen Stadt Bayeux durch das SS-Ahnenerbe erzählt, entstand 2022 durch Anregung von Briefen und Fotos seines Schwiegervaters Hartwig Beseler. Beseler gehörte im Zweiten Weltkrieg als junger deutscher Soldat zur sogenannten Kunstschutz-Truppe im durch Hitlers Wehrmacht besetzten Frankreich.

### Dokumentarische Serien
Die von Wilfried Hauke entwickelte und gemeinsam mit Christian Schidlowski realisierte zehnteilige Serie Deutschlands Küsten war 2009 das erfolgreichste Dokumentationsprogramm bei Arte, mit Ausstrahlungen in Europa. 2010 bis 2011 bereiste Wilfried Hauke zu Land, auf dem Wasser und mit dem Helikopter Skandinavien und realisierte im Team mit weiteren Dokumentarfilmern die von ihm entwickelte 15-teilige Serie Europas Hoher Norden für ZDF/Arte/ARD. Für die ARTE/ARD-Serie Der Luther Code über die von Martin Luther ausgelöste Reformation und ihre Folgen bis heute, die weltweit auch in vielen Sprachen über die Deutsche Welle zu sehen ist, erhielt er 2017 den Hauptpreis des Comenius-Award.

### Filmische Künstlerbiografien
Mit Filmen über die Maler Emil Nolde, Paula Modersohn-Becker, Edvard Munch, und Klaus Fußmann und Max Pechstein sowie mit Biopics über Hans Christian Andersen Søren Kierkegaard, Günter Grass und Henning Mankell kreierte er ein eigenes Genre des filmischen Künstlerporträts. Viele von Haukes Filmen wurden für Festivals wie Prix Europa, Prix Italia, den Norddeutschen Filmpreis, die Literavision München, das Oxford Documentary Filmfestival und BanFF Kanada nominiert.
Sein Dokumentarspiel Kant - Das Experiment der Freiheit, das anlässlich des 200. Geburtstags des Philosophen Immanuel Kant gedreht wurde, feierte 2024 in der Bundeskunsthalle Bonn Premiere.

### Laufende Projekte
Im Oktober 2025 kommt Wilfried Haukes Film Das Fenster in Stockholm – Astrid Lindgrens Kriegstagebücher in die deutschen Kinos. Er erzählt die Geschichte der noch unbekannten zweifachen Mutter, Ehefrau und Sekretärin Astrid Lindgren, die in den Jahren ab 1939 beim schwedischen Geheimdienst arbeitet, die Figur der „Pippi Langstrumpf“ erfindet und durchs Schreiben eine tiefe Lebenskrise überwindet, als sie 1944 von ihrem Mann verlassen wird. Die deutsch-schwedische Koproduktion wurde gemeinsam mit Auto Images in Malmö in Zusammenarbeit mit der Astrid Lindgren Company in Stockholm produziert. „Das Fenster in Stockholm“ wurde durch Creative Media, MOIN, nordmedia, FFFA und Film i Skåne gefördert und ist neben dem Kino für NDR/arte, den schwedischen Sender SVT und das norwegische NRK, entstanden.

## Filmografie (Auswahl)
- 2000: Henning Mankell. Reise in Hölle und Paradies. Dokumentarfilm, 60 Min. Arte/ZDF.
- 2002: Schwestern im Leben/Livets Söstre – Liv Ullmann, Bibi Andersson, Ghita Nørby. Dokumentarfilm, 60 Min. Arte/NDR/Sveriges Television/Danmarks Radio TV.
- 2003: Amor, Venus und der Tod. Sieben Geschichten über die Syphilis. Dokumentarfilm, 90 Min. Arte.
- 2005: Die Menschen im Meer. Dokumentarserie, 5 × 30 Min. Arte/NDR.
- 2005: Die wundersamen Reisen des Hans Christian Andersen. Dokumentar-Spielfilm, 90 Min. Danmarks Radio TV/Arte/NDR.
- 2007: Günter Grass. Die Blechtrommelstory. Dokumentarfilm, 45 Min. NDR/3Sat/Phönix.
- 2007: Milbergs Reisen. Dokumentarfilm, 2 × 90 Min., NDR.
- 2007: Paula Modersohn-Becker. Geschichte einer Malerin. Dokumentarischer Spielfilm, 60 Min. Radio Bremen.
- 2008: Deutschlands Küsten. Dokumentarserie, 10 × 52 Min. Arte/NDR/SWR.
- 2008: Lincolns letzter Tag. Doku-Drama, 2 × 52 Min. Arte/NDR/ORF/Danmarks Radio TV/National Geographic.
- 2009: Artur. Die Erfindung eines Königs. Doku-Drama 90 Min. Arte/ZDF.
- 2010: Struensee. Eine Königliche Affäre. Dokumentar-Spielfilm, 94 Min. Arte/ZDF/Danmarks Radio TV.
- 2011–2012: Europas Hoher Norden. Dokumentarserie, 15 × 52 Min. Arte/ZDF.
- 2013: Kierkegaard. Gefährliche Gedanken. Dokumentar-Spielfilm, 60 Min. DR/Arte/RBB.
- 2013: Edvard Munch. Ein Maler und seine Dämonen. Dokumentarfilm, 60 Min. Arte/RB.
- 2014: Polen Entdecken! Dokumentarserie, 3 × 52 Min. Arte G.E.I.E./NDR.
- 2015: Christina Wasa. Die wilde Königin. Dokumentar-Spielfilm, 90 Min. Sveriges Television/Arte/ZDF/Danmarks Radio TV.
- 2015: Bismarck. Härte und Empfindsamkeit. Dokumentar-Spielfilm, 52 Min. ZDF/Arte.[18][19][20][21]
- 2016: Der Luther-Code. Die Neuerfindung der Welt. Doku-Drama-Serie 6 × 52 Min. RBB, Radio Bremen, SWR, Arte, Deutsche Welle TV.
- 2017: Emil Nolde. Maler und Mythos. Dokumentarfilm, 68 Min. NDR/3SAT/Nolde Stiftung Seebüll.
- 2018: Es ist Zeit. Der Maler Klaus Fußmann. Dokumentarfilm, 67 Min. NDR/3Sat.
- 2018: Die Penicillin Story. Dokumentation 52 Min. ZDF/Arte.
- 2019: Max Pechstein. Geschichte eines Malers. Dokumentarfilm mit Spielfilmszenen, 60 Min. NDR/MDR. Kinofassung 85 Min.[22][23]
- 2020: Das unsichtbare Band. Grenzgeschichten von Dänen und Deutschen. Dokumentarfilm, 60 Min./75 Min. NDR.
- 2020: Dekadenz. Sehnsucht nach Lust und Verfall/Kampf gegen den Untergang. Dokumentarfilm, 2 × 60 Min. Arte/Radio Bremen /SWR.[24]
- 2020: Kaiser Karl V. Der gekaufte Kaiser. Doku-Drama, 52 Min./58 Min. ORF Universum History, ZDF/Arte.
- 2021: Der weiße Blick. Dokumentarfilm, 53 Min. Arte/NDR.[25]
- 2022: Der Teppich von Bayeux. Ein gestickter Mythos. Dokudrama, 53 Min. ZDF/Arte/France 3.[26]
- 2023: Die Flut – Tod am Deich (Fernsehfilm)
- 2024: Kant – Das Experiment der Freiheit. Dokumentarspiel, 53 min. ZDF/Arte.

## Auszeichnungen
- 2003: Nominierung Europäischer Filmpreis für „Schwestern im Leben“
- 2004: Nominierung BanFF für „Schwestern im Leben.“
- 2007: Nominierung Norddeutscher Filmpreis für „Träume am Meer. Der Maler Emil Nolde“
- 2008: Norddeutscher Filmpreis 2. Platz für „Milbergs Reisen“
- 2017: Comenius-Hauptpreis für „Der Luther-Code“